# (162421) 2000 ET70
2000 إي تي 70 (ويعرف أيضًا باسم (162421) 2000 إي تي 70 وفق تسمية الكوكب الصغير) (بالإنجليزية: 2000 ET70)‏ هو كويكب ضمن حزام الكويكبات؛ وترتيبه 162421 من حيث الاكتشاف.
اكتُشف هذا الجُرم الفلكي بواسطة بحث لنكولن عن الكويكبات القريبة من الأرض في 8 مارس 2000.

## وصلات خارجية
- (162421) 2000 ET70 في قاعدة بيانات مختبر الدفع النفاث لأجرام النظام الشمسي الصغيرة

- الاكتشاف · مخطط المدار ·  العناصر المدارية · المعلمات المادية

- (162421) 2000 ET70 على موقع ويكي سكاي: DSS2, SDSS, GALEX, IRAS, Hydrogen α, X-Ray, Astrophoto, Sky Map, Articles and images